# James T. Farrell
James Thomas Farrell född 27 februari 1904 i Chicago, död 22 september 1979 i New York, var en amerikansk författare.
Farrell var en socialrealistisk författare och skrev 24 romaner, 17 novellsamlingar samt några litteraturkritiska arbeten.
Hans huvudarbete är den delvis självbiografiska trilogin Studs Lonigan (1932 - 35) som skildrar en pojkes uppväxttid i Chicagos slumkvater under förbudstiden. Boken är skriven i naturalistisk anda och utmärks av samhällskritik och social realism.